# Emília Lèpida (germana de Marc Emili Lèpid)
Emília Lèpida (en llatí Emilia Lepida) va ser una dama romana, germana de Marc Emili Lèpid, cònsol l'any 11, i filla de Lèpid el Jove (Marcus Aemilius Lepidus).
Descendia de Sul·la i Pompeu i va ser promesa a Luci Cèsar el net d'August, però finalment es va casar a Publi Quirí, que se'n va divorciar, i al cap de 20 anys del divorci, l'any 20, la va acusar d'haver fingit que havia tingut un fill amb ell quan no era cert i també d'adulteri, enverinament i d'haver consultat als caldeus (mags) contra la família imperial. Aquesta acusació, tot i que era una dona de caràcter lleuger, va despertar molta compassió entre el poble, però Tiberi, encara que ho dissimulava, donava suport a la persecució i el senat la va condemnar amb la prohibició del foc i de l'aigua.